# Margaritifera marrianae
Margaritifera marrianae är en musselart som beskrevs av R. I. Johnson 1983. Margaritifera marrianae ingår i släktet Margaritifera och familjen flodpärlmusslor. IUCN kategoriserar arten globalt som starkt hotad. Inga underarter finns listade i Catalogue of Life.